# Nikolaï Dourov
Pour les articles homonymes, voir Dourov.
Nikolaï Valerievitch Dourov (en russe : Николай Валерьевич Дуров), né le 21 novembre 1980 à Leningrad, en Union soviétique, est un informaticien, cryptologue et mathématicien russe principalement connu pour être le cofondateur de Telegram et de VKontakte avec son frère Pavel Dourov.

## Biographie

### Formation
Sa mère, Albina Alexandrovna, est journaliste, élève ses trois enfants : le premier, issu d’un premier mariage, puis Nikolaï et Pavel. Le père, Valery Durov (en), professeur d'université, écrit les biographies de Jules César et de Néron. En 1988, il enseigne en Italie, à l’institut de langue russe de Turin. Dans les années 1990, la famille retourne en Russie où son père est nommé au Département de philologie classique de l'université de Saint-Pétersbourg. Nikolaï intègre les cours de mathématique et de physique de l'École secondaire no 239 de St-Pétersbourg.
Nikolaï Dourov participe aux Olympiades internationales de mathématiques en 1996, 1997 et 1998 où il remporte durant ces années trois médailles d'or consécutives dans les épreuves. En 1995, 1996, 1997, et 1998 il remporte une médaille d'or et trois médailles d'argent aux Olympiades internationales d'informatique. Il est également membre de l'équipe de l'université d'État de Saint-Pétersbourg qui remporte l'International Collegiate Programming Contest en 2000 et 2001.

### Telegram
Nikolaï Dourov est principalement connu pour être le cofondateur de Telegram en 2013 avec son frère Pavel Dourov après que le gouvernement russe eut pris le contrôle de Vkontakte. Il développe le système cryptographique de blockchain TON (The Open Network) utilisé dans l'application de messagerie Telegram. Il travaille également comme développeur principal de Vkontakte jusqu'en 2013.
Il occupe le poste de chercheur au laboratoire de recherche d'algèbre à l'Institut de mathématiques Steklov.